# غوابة

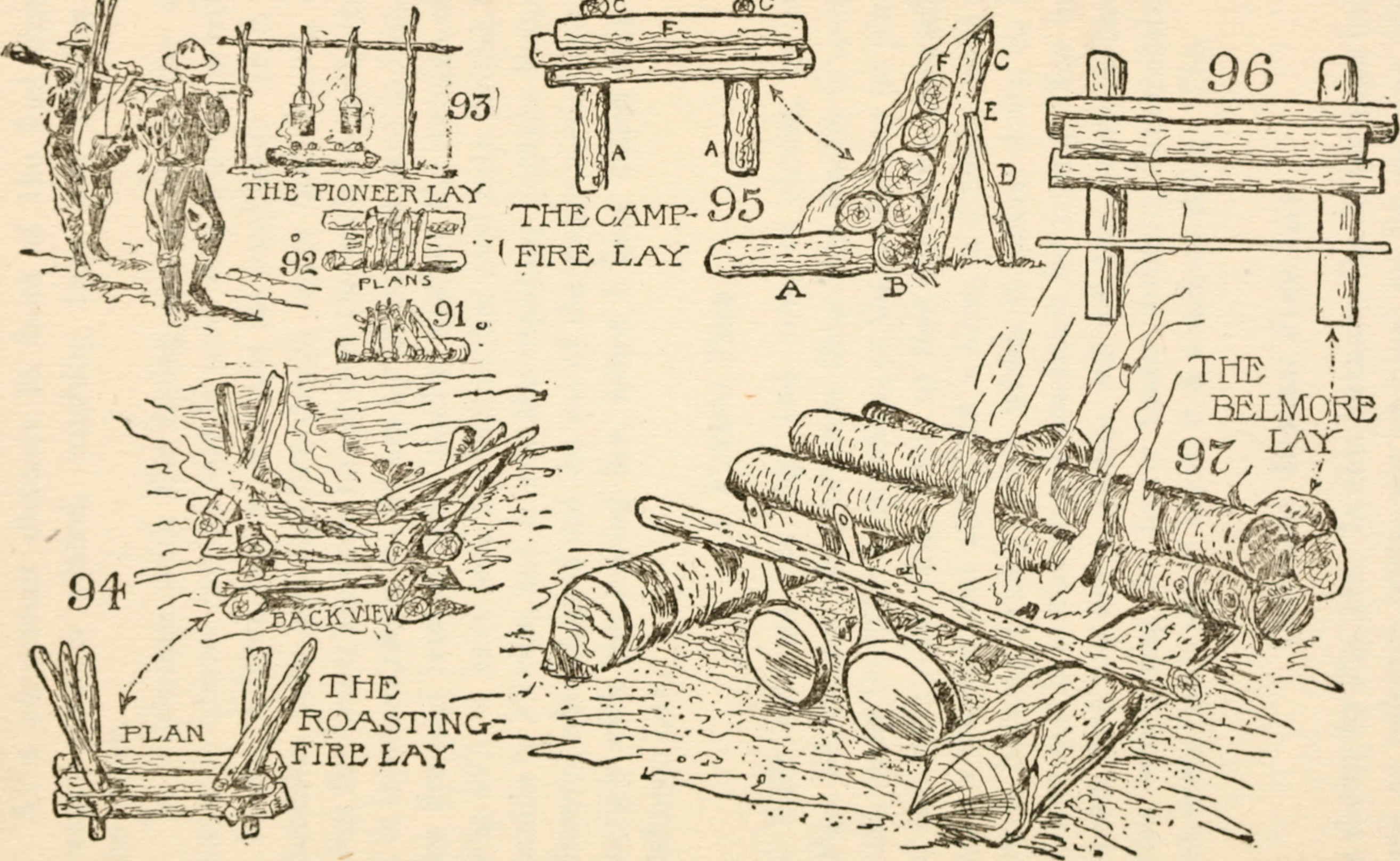
تعليمات نار المخيم من دليل الأولاد الأمريكيين للغِوابة

الغِوابة مصطلح يشير إلى إلى المهارات والخبرة في الأمور المتعلقة بالعيش والازدهار في الغابة - مثل الصيد وصيد الأسماك والتخييم - سواء أكان ذلك على أساس قصير أو طويل الأجل. تتعلق الغِوابة بأنماط حياة الكفاف والصيد والالتقاط. أما في الآونة الأخيرة وفي البلدان المتقدمة يرتبط ارتباطًا أكبر إما بالترفيه في الهواء الطلق أو البقائية.